# آرتور دی. باند
آرتور دی. باند (انگلیسی: Arthur D. Bond; ۱ ژانویهٔ ۱۹۰۲ – ۱ ژانویهٔ ۱۹۸۳) تاجر و کارآفرین اهل ایالات متحده آمریکا بود.
وی همچنین برندهٔ جوایزی همچون بورسیه رودز شده‌است.

## زندگی
باند سال ۱۹۰۲ زاده شد. او از دانش‌آموختگان دانشگاه ایلینوی در اوربانا شامپاین و دانشگاه میزوری است.